# Kanton Mussidan
Mussidan is een voormalig kanton van het Franse departement Dordogne. Het kanton maakte deel uit van het arrondissement Périgueux. Het werd opgeheven bij decreet van 21 februari 2014, met uitwerking op 22 maart 2015. Alle gemeenten werden opgenomen in het nieuwe kanton Vallée de l'Isle.

## Gemeenten
Het kanton Mussidan omvatte de volgende gemeenten:
- Beaupouyet
- Bourgnac
- Mussidan (hoofdplaats)
- Saint-Étienne-de-Puycorbier
- Saint-Front-de-Pradoux
- Saint-Laurent-des-Hommes
- Saint-Louis-en-l'Isle
- Saint-Martin-l'Astier
- Saint-Médard-de-Mussidan
- Saint-Michel-de-Double
- Sourzac